# Caixas
Caixas (catalansk: Queixàs) er en by og kommune i departementet Pyrénées-Orientales i Sydfrankrig.

## Geografi
Caixas ligger 29 km sydvest for Perpignan. Nærmeste byer er mod øst Fourques (11 km) og mod nord Castelnou (11 km).

## Demografi

### Udvikling i folketal
| 1962                                                              | 1968 | 1975 | 1982 | 1990 | 1999 | 2007 | 2014 | 2017 |
| ----------------------------------------------------------------- | ---- | ---- | ---- | ---- | ---- | ---- | ---- | ---- |
| 72                                                                | 67   | 58   | 61   | 84   | 95   | 112  | 142  | 142  |
| Tal fra og med 1962 er uden dobbelttælling (sans doubles comptes) |      |      |      |      |      |      |      |      |